# Огоньков Михайло Павлович
Михайло Павлович Огоньков (рос. Михаил Павлович Огоньков; 24 червня 1932, Москва, РРФСР, СРСР — 14 серпня 1979, Москва, РРФСР, СРСР) — радянський футболіст, захисник. Гравець збірної СРСР.Майстер спорту СРСР (1962), заслужений майстер спорту (1957; позбавлений в 1958.

## Біографія
Вихованець юнацької команди московського заводу «Червоний Пролетарій», грав крайнім правим нападником. Після потрапляння в московський «Спартак» став грати на позиції лівого захисника. З 1955 року грав за збірну СРСР, у складі якої став олімпійським чемпіоном 1956 року. У травні 1958 року разом з гравцями збірної Стрєльцовим і Татушиним був заарештований за звинуваченням у згвалтуванні, але через три дні звинувачення зняли. Огонькова дискваліфікували довічно, але через три роки дозволили повернутися в футбол. На початку сезону-1961 у Алма-Аті в матчі дублюючих складів проти «Кайрата» після зіткнення з суперником отримав травму, в результаті якої Огонькову видалили нирку. На цьому його ігрова кар'єра закінчилася.
У складі збірної СРСР Михайло Огоньков провів 23 матчі, в їх числі — 4 за олімпійську збірну. Після завершення кар'єри майже 20 років тренував дитячі команди «Спартака». Його учнями були Олексій Прудніков, Володимир і Віктор Букіевскій, Віктор Самохін.
В серпні 1979 після двотижневої відсутності був знайдений мертвим у власній квартирі. Причини смерті невідомі. Похований в Москві на Даниловському кладовищі.